# Daniel Lipstorp (Gelehrter)
Daniel Lipstorp (II.), auch Lipstorf (* 10. Mai 1631 in Lübeck; † 1. September 1684 ebenda) war ein deutscher Jurist, Astronom und Gelehrter.

## Leben
Daniel Lipstorp wurde als Sohn des lutherischen Pastors Daniel Lipstorp (I.) in Lübeck geboren. Er studierte in Rostock und erwarb 1651 den Grad eines Magisters. Im darauffolgenden Jahr immatrikulierte er sich an der Universität Leiden. Dort veröffentlichte er zwei Bücher, die sich mit der Philosophie Descartes’ und dem Kopernikanische Weltbild auseinandersetzen.
1653 wurde Lipstorp zum „Hofmathematikus“ in Weimar ernannt und wurde Erzieher der Prinzen Bernhard und Friedrich, die er zusammen mit Otto Wilhelm von Königsmarck auf die Universität Jena begleitete. 1656 begab sich Lipstorp wieder nach Leiden, um dort zum Doktor beider Rechte promoviert zu werden.
Von 1662 bis 1672 war Lipstorp Professor für Jura an der Universität Uppsala. 1672 wurde er Advocatus Curiae Hollandiae in Den Haag. Bedingt durch den Holländischen Krieg kehrte er 1675 nach Lübeck zurück, wo er 1684 starb.
Lipstorp war zweimal verheiratet, zunächst mit Windel Slutow (Wendula Schlutow) aus Rostock und in zweiter Ehe mit Catharina, geb. Brüning, einer Tochter des Ratsherrn Johann Brüning, und hatte 4 Söhne. Sein Sohn Daniel (* 1664 in Uppsala) war später Rektor der Domschule in Bremen.

## Werke
Lipsdorp verfasste 1653 in Leiden zwei Werke. Das erste Specimina philosophiae Cartesianae befasst sich aufgrund der Theorie von René Descartes mit der Pneumatik. Es enthält außerdem eine kurze Einführung in dessen Philosophie und eine Lebensbeschreibung. Das zweite Werk, Copernicus redivivus ist eine Verteidigung des heliozentrischen Weltbildes. Es beruht auf einer Reihe von Disputationen die Lipstorp 1652 in Rostock gehalten hatte. Beide Themen waren zu dieser Zeit in den Niederlanden Thema heftiger akademischer Diskussion und Publikationstätigkeit. Auch Lipstorps Bücher lösten eine Gegenschrift des Leidener Predigers Jacob Du Bois aus. In Jena verfasste Lipstorp zwei Schriften zur Herrschaft der Päpste.
- Honori Et Virtuti Celsissimi, Atque Illustrissimi Principis Ac Domini, Domini Bernhardi, Senioris Ducis Saxoniae, Glückwunschschrift zur Ernennung von Bernhard zum Rektor der Universität Jena.
- Specimina philosophiae Cartesianae, Leiden 1653 Digital bei der Universität Utrecht
- Copernicus redivivus, seu De vero mundi systemate, liber singularis, Leiden 1653, Digital bei der Universität Utrecht
- Formationis Et Exclusionis Infrunitae Monarchiae Papalis Pars Alter, Jena 1656
- De Monarchiae Ecclesiasticae Incrementis Ac Decrementis, Tractatus Historico-Politicus, Jena 1558